# Windows Odyssey
Windows Odyssey是一個於1999年早期至2000年開發的Microsoft Windows的開發代號。Odyssey的目標是為以商業用戶而設的NT核心的Windows 2000開發一個後續產品。Odyssey使用與Windows Neptune相同的版本， 6.0（版本編號「NT6.0」並不是產品的名稱。而相同的版本編號於Windows Vista中被重新使用）而Windows Neptune亦曾經外流， 但於Windows 2000推出後Neptune 及Odyssey這兩個開發團隊組合成Whistler專案， 即是於2001年推出的Windows XP。